# サビラバド県
ザビラバド県（サビラバドけん）は、アゼルバイジャン中央部のアラン経済地区の県。
県都はザビラバドでアラス川とクラ川が交わる。

## 歴史
2010年にはサリュス湖の洪水が村々を襲った。

## 人口
2011年の人口は約15.5万人。
2020年の人口は約17.5万人。

## 地理
北から時計回りに
- ハジュガブル県（英語版）
- シルヴァン（英語版）
- サリヤン県
- ビラスヴァル県（英語版）
- サアトル県（英語版）
- イミシュリ県
- キュルダミル県

に接する。

ムガン平野の南部に位置する。